# Lista de cruzadores pesados da França

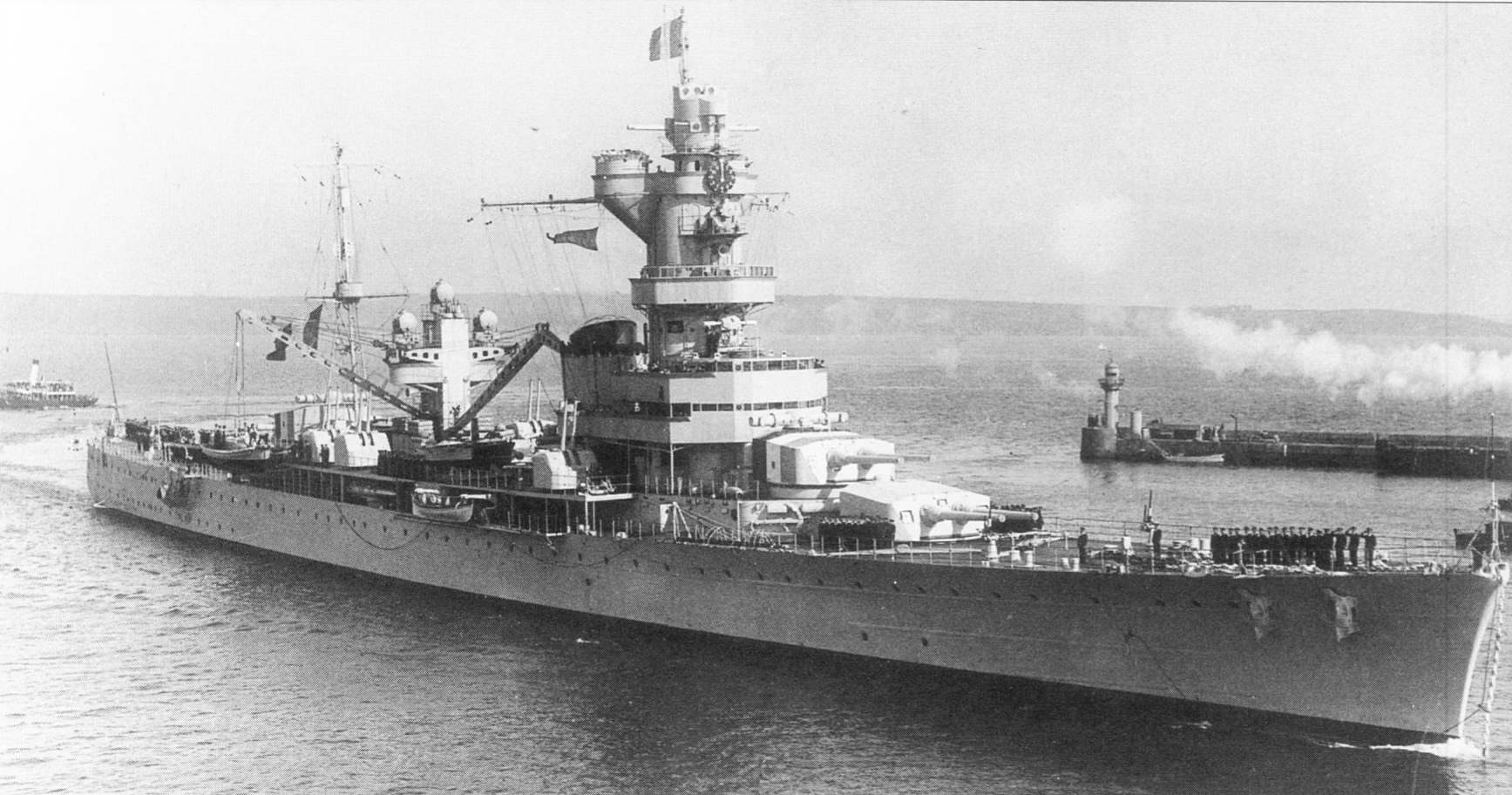
O Algérie em Brest em 27 de maio de 1937, o último cruzador pesado construído pela França

A Marinha Nacional Francesa construiu uma série de cruzadores pesados nas décadas de 1920 e 1930. O projeto dos navios foi ditado pelos termos do Tratado Naval de Washington de 1922, que limitava cruzadores a um deslocamento padrão de 10,1 mil toneladas e canhões principais de 203 milímetros. Os primeiros foram os dois da Classe Duquesne, cujo projeto priorizou alta velocidade em detrimento de qualquer blindagem significativa, sendo sucedidos pelos quatro membros da Classe Suffren, que foram equipados com uma blindagem ligeiramente melhorada ao custo de uma velocidade máxima reduzida.
Os projetistas franceses logo reconheceram que o nível de proteção incorporado às suas duas primeiras classes era insuficiente. Desta forma, o sucessor Algérie foi desenvolvido com o objetivo de abordar essas deficiências, usando de avanços tecnológicos para reduzir o peso de seu sistema de propulsão com o objetivo de implementar um esquema de blindagem mais amplo. Ele teria sido sucedido por possivelmente seis membros da Classe Saint-Louis, cujo desenvolvimento começou em meados de 1939, porém o projeto foi cancelado no ano seguinte depois da derrota da França na Segunda Guerra Mundial.
Os cruzadores tiveram atuações limitadas na Segunda Guerra Mundial. A maioria foi colocada em patrulhas no Oceano Atlântico à procura de corsários alemães e em uma ação de bombardeio contra o litoral italiano. O Suffren era o único na Indochina na época, realizando patrulhas na região até voltar ao Mediterrâneo. A França foi derrotada em 1940 e o Colbert, Foch, Dupleix e Algérie ficaram atracados em Toulon, enquanto o Duquesne, Tourville e Suffren foram desmilitarizados em Alexandria. Os quatro em Toulon foram deliberadamente afundados em novembro de 1942 para não serem tomados pelos alemães, sendo depois desmontados. Os três em Alexandria voltaram ao serviço em 1943 e realizaram patrulhas e escoltas de comboios. Após a guerra serviram brevemente na Indochina e então tirados de serviço, sendo desmontados nas décadas seguintes.
| Armas principais | Número e tamanho dos canhões da bateria principal         |
| Deslocamento     | Deslocamento do navio totalmente carregado                |
| Propulsão        | Número e tipo do sistema de propulsão e velocidade máxima |
| Batimento        | Data em que o batimento de quilha ocorreu                 |
| Lançamento       | Data em que o navio foi lançado ao mar                    |
| Comissionamento  | Data em que o navio foi comissionado em serviço           |
| Destino          | Fim que o navio teve                                      |

## ClasseDuquesne

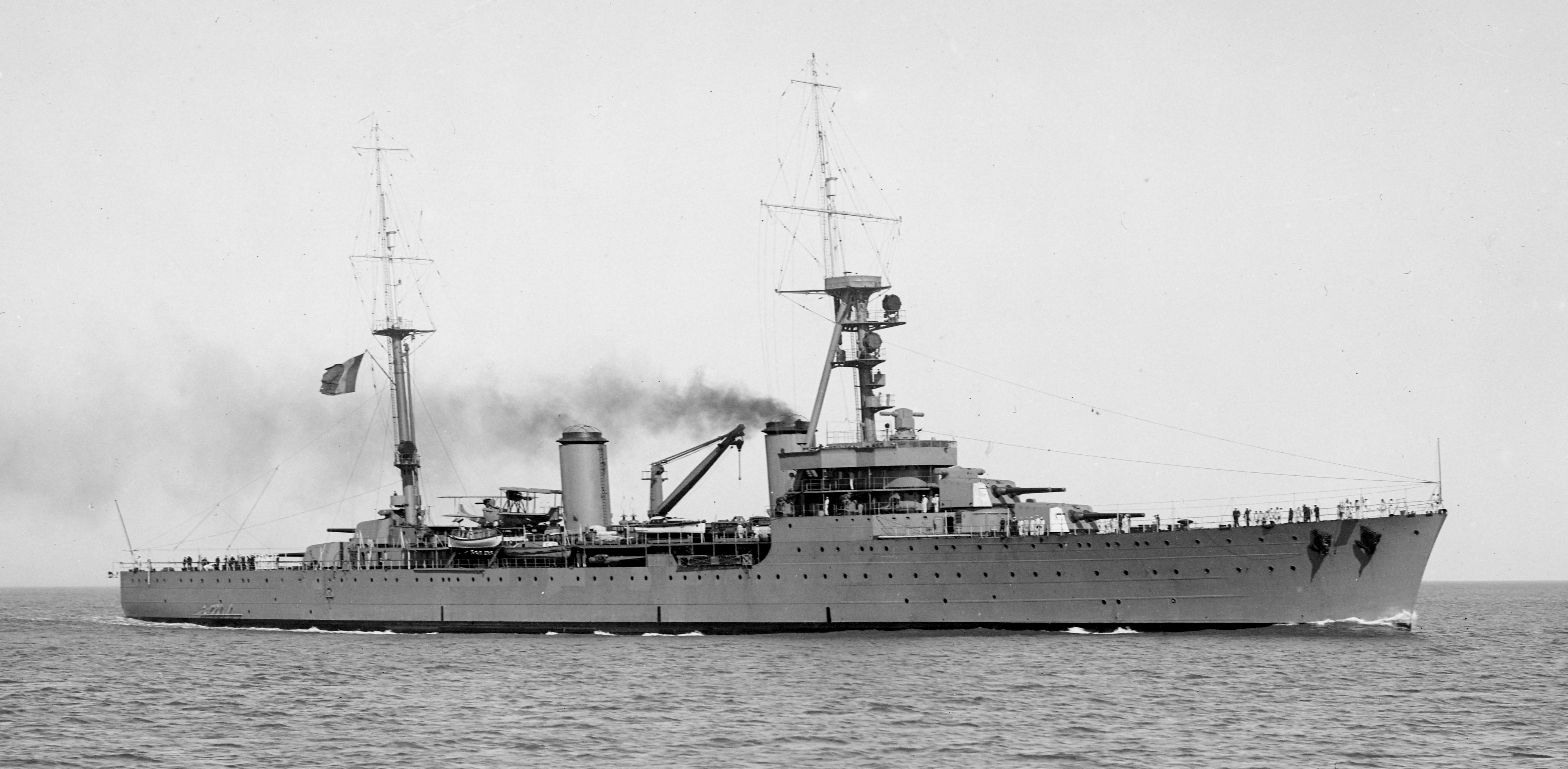
O Tourville em 1929

A França assinou em fevereiro de 1922 o Tratado Naval de Washington, que limitava o tamanho de cruzadores a 10,1 mil toneladas em deslocamento padrão e bateria principal de canhões de 203 milímetros. O projeto foi baseado nos cruzadores rápidos da Classe Duguay-Trouin, mas ampliado para acomodar as armas maiores. Velocidade máxima recebeu prioridade em detrimento da proteção, consequentemente a Classe Duquesne recebeu uma blindagem mínima ao redor apenas dos depósitos de munição com o objetivo de manter os cruzadores dentro dos limites do tratado. Propostas para reduzir a velocidade de modo a permitir um maior nível de proteção foram rejeitadas devido a relatos sobre as velocidades máximas dos navios da Classe Trento da Marinha Real Italiana.
Os dois navios serviram no Mar Mediterrâneo durante os tempos de paz, mas também realizaram várias viagens diplomáticas para diferentes países. O Tourville envolveu-se na Guerra Civil Espanhola entre 1936 e 1937, evacuando refugiados e protegendo interesses franceses. A Segunda Guerra Mundial começou em 1939 e os cruzadores foram inicialmente usados para caçar navios mercantes e corsários do Eixo. Foram desmilitarizados após a queda da França em junho de 1940, permanecendo atracados em Alexandria até 1943. Voltaram ao serviço e pelo restante do conflito realizaram patrulhas e escoltas no Mediterrâneo e Atlântico. Depois do fim da guerra foram enviados para a Indochina em duas ocasiões em 1946 e 1947 de modo a controlar agitações locais. Ambos foram colocados na reserva no final de 1947. O Duquesne foi descartado em 1955 e desmontado no ano seguinte, já o Tourville foi descartado em 1962 e desmontado em 1963.
| Navio     | Armas principais | Deslocamento | Propulsão                            | Serviço         | Serviço          | Serviço         | Serviço            |
| Navio     | Armas principais | Deslocamento | Propulsão                            | Batimento       | Lançamento       | Comissionamento | Destino            |
| --------- | ---------------- | ------------ | ------------------------------------ | --------------- | ---------------- | --------------- | ------------------ |
| Duquesne  | 8 × 203 mm       | 12 435 t     | 4 turbinas a vapor; 34 nós (63 km/h) | outubro de 1924 | dezembro de 1925 | janeiro de 1929 | Desmontado em 1956 |
| Tourville | 8 × 203 mm       | 12 435 t     | 4 turbinas a vapor; 34 nós (63 km/h) | abril de 1925   | agosto de 1926   | março de 1929   | Desmontado em 1963 |

## ClasseSuffren

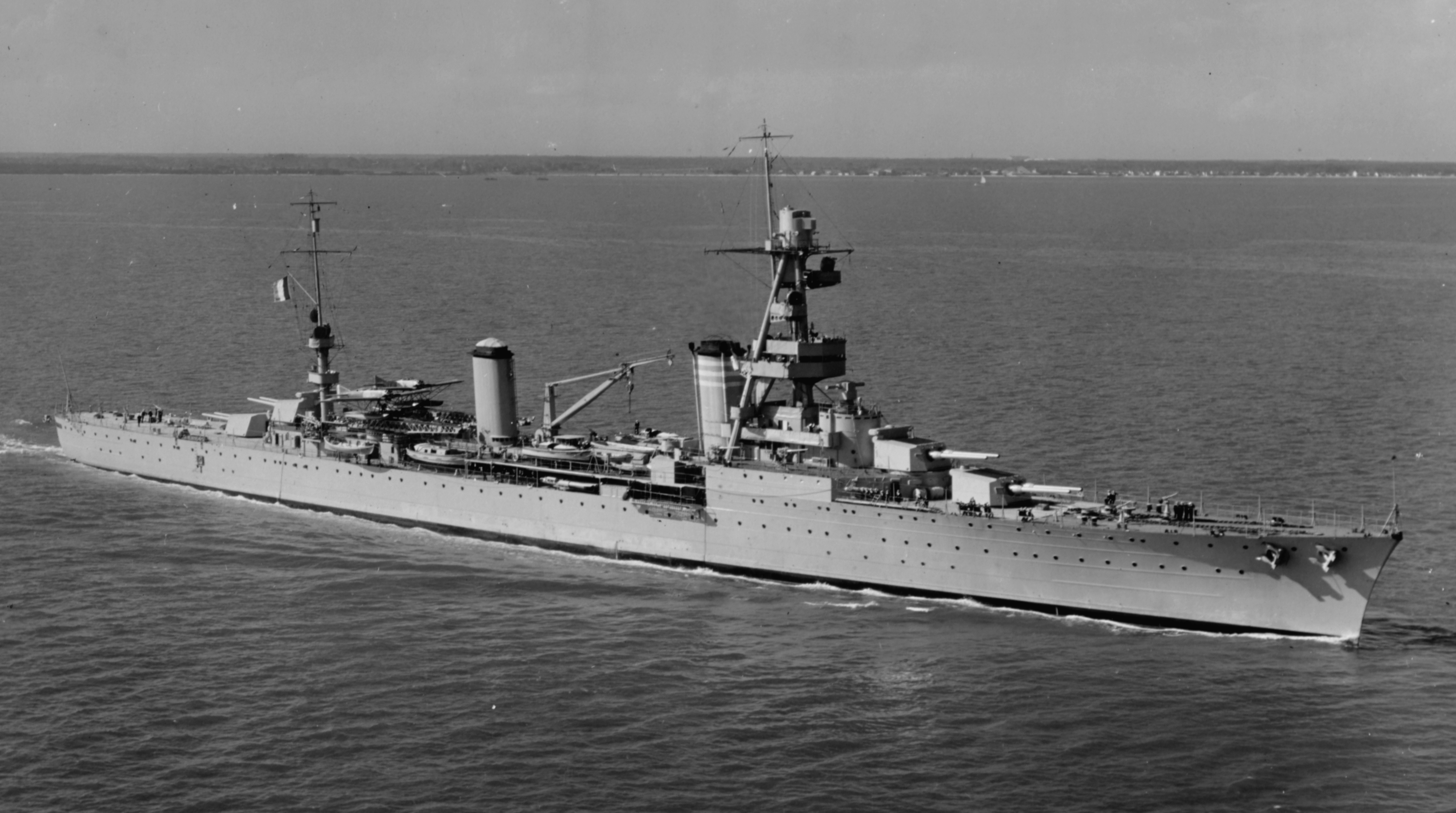
O Suffren em 1931

O projeto da Classe Suffren foi muito baseado na predecessora Classe Duquesne, mas com alterações. Houve uma preocupação nos altos escalões da Marinha Nacional Francesa de que os cruzadores anteriores não tinham um nível de proteção suficiente, assim foi decidido sacrificar marginalmente a velocidade máxima em favor de maior blindagem. Consequentemente, os maquinários foram movidos mais para o centro das embarcações, de modo a ficarem menos vulneráveis a penetrações de projéteis, com depósitos de carvão sendo usados para proporcionar proteção extra. Os dois primeiros cruzadores tinham um fino cinturão principal de blindagem externo, porém o projeto dos dois últimos foi alterado para ter no lugar uma caixa blindada interna ligeiramente mais espessa.
Todos começaram atuando no Mediterrâneo. O Foch foi para a Grécia em março de 1935 a fim de proteger interesses franceses durante um período de instabilidade no país, enquanto o Colbert no ano seguinte fez patrulhas no litoral espanhol durante a Guerra Civil Espanhola. Com o início da Segunda Guerra Mundial, o Colbert, Foch e Dupleix primeiro caçaram navios corsários alemães no Atlântico e então participaram de um bombardeio contra o litoral italiano. A França caiu em 1940 e os três permaneceram atracados em Toulon até novembro de 1942, quando foram deliberadamente afundados para não serem tomados pelos alemães. Foram considerados perdas totais e desmontados pelos anos seguintes. O Suffren, por sua vez, estava na Indochina quando a guerra começou, realizando primeiro patrulhas no Mar da China Meridional e nas Índias Orientais Neerlandesas, em seguida escoltas de comboios no Oceano Índico. Retornou ao Mediterrâneo e permaneceu imobilizado em Alexandria após a derrota francesa até 1943, sendo, a partir de então, colocado em patrulhas no Atlântico. Após a guerra, voltou para a Indochina entre 1946 e 1947. Foi tirado de serviço ainda em 1947, renomeado para Oceán em 1963, descartado em 1972 e desmontado em 1976.
| Navio   | Armas principais | Deslocamento | Propulsão                            | Serviço          | Serviço         | Serviço          | Serviço            |
| Navio   | Armas principais | Deslocamento | Propulsão                            | Batimento        | Lançamento      | Comissionamento  | Destino            |
| ------- | ---------------- | ------------ | ------------------------------------ | ---------------- | --------------- | ---------------- | ------------------ |
| Suffren | 8 × 203 mm       | 13 135 t     | 3 turbinas a vapor; 32 nós (59 km/h) | abril de 1926    | maio de 1927    | março de 1930    | Desmontado em 1976 |
| Colbert | 8 × 203 mm       | 13 315 t     | 3 turbinas a vapor; 32 nós (59 km/h) | junho de 1927    | abril de 1928   | abril de 1931    | Desmontado em 1947 |
| Foch    | 8 × 203 mm       | 13 655 t     | 3 turbinas a vapor; 32 nós (59 km/h) | junho de 1928    | abril de 1929   | dezembro de 1931 | Desmontado em 1943 |
| Dupleix | 8 × 203 mm       | 13 620 t     | 3 turbinas a vapor; 32 nós (59 km/h) | novembro de 1929 | outubro de 1930 | novembro de 1933 | Desmontado em 1951 |

## Algérie

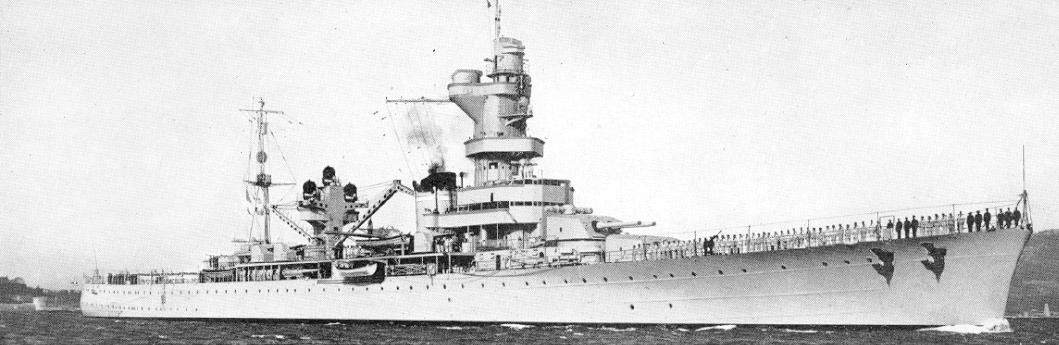
O Algérie na década de 1930

O desenvolvimento de novos cruzadores e contratorpedeiros armados com canhões mais poderosos fez a Marinha Nacional iniciar um projeto totalmente novo de cruzador pesado. Foi reconhecido que a Classe Duquesne e Classe Suffren tinham um nível de proteção insuficiente diante da nova realidade, assim os projetistas decidiram aproveitar novos avanços tecnológicos em sistemas de propulsão para economizarem peso de modo a implementarem mais blindagem. Consequentemente, novas caldeiras menores, mais leves e mais poderosas foram instaladas em um arranjo mais compacto, o que permitiu um espesso cinturão de blindagem e proteção adicional no convés e torres de artilharia, além de um sistema de proteção subaquático para defender o navio de torpedos.
O Algérie serviu no Mediterrâneo durante toda sua carreira em tempos de paz. A Segunda Guerra Mundial começou em 1939 e pelos meses seguintes ele realizou patrulhas no Atlântico à procura de corsários alemães. Depois disso transportou ouro francês para o Canadá entre março e abril de 1940, em seguida participando de um bombardeio contra Gênova em junho depois da entrada da Itália na guerra. A França foi derrotada no final do mês e o cruzador passou a maior parte dos anos seguintes atracado em Toulon. Foi deliberadamente afundado por sua tripulação em novembro de 1942 para não ser tomado pelos alemães, com seus destroços sendo desmontados em 1956.
| Navio   | Armas principais | Deslocamento | Propulsão                            | Serviço       | Serviço      | Serviço         | Serviço            |
| Navio   | Armas principais | Deslocamento | Propulsão                            | Batimento     | Lançamento   | Comissionamento | Destino            |
| ------- | ---------------- | ------------ | ------------------------------------ | ------------- | ------------ | --------------- | ------------------ |
| Algérie | 8 × 203 mm       | 13 680 t     | 4 turbinas a vapor; 31 nós (57 km/h) | março de 1931 | maio de 1932 | outubro de 1934 | Desmontado em 1956 |

## ClasseSaint-Louis
Os tratados internacionais de limitação de armamento naval iriam expirar em 1946 e, ao mesmo tempo, a Alemanha estava crescendo para se tornar uma segunda potencial ameaça naval ao lado da Itália. Dessa forma, a Marinha Nacional decidiu iniciar em 1939 o desenvolvimento de novos cruzadores pesados. O projeto foi baseado nos cruzadores rápidos da Classe De Grasse e seriam armados com nove canhões de 203 milímetros em três torres de artilharia triplas, mais uma bateria antiaérea maior e mais numerosa. Duas variantes principais foram consideradas: uma com e outra sem instalações para operar hidroaviões. O início da Segunda Guerra Mundial fez o projeto crescer em tamanho, porém a variante escolhida e o esquema de blindagem ainda não tinham sido definidos na época da derrota da França em junho 1940. O projeto foi encerrado depois disso.
| Navio          | Armas principais | Deslocamento | Propulsão                            | Serviço   | Serviço    | Serviço         | Serviço            |
| Navio          | Armas principais | Deslocamento | Propulsão                            | Batimento | Lançamento | Comissionamento | Destino            |
| -------------- | ---------------- | ------------ | ------------------------------------ | --------- | ---------- | --------------- | ------------------ |
| Saint-Louis    | 9 × 203 mm       | 16 000 t     | 4 turbinas a vapor; 32 nós (59 km/h) | —         | —          | —               | Cancelados em 1940 |
| Henri IV       | 9 × 203 mm       | 16 000 t     | 4 turbinas a vapor; 32 nós (59 km/h) | —         | —          | —               | Cancelados em 1940 |
| Charlemagne    | 9 × 203 mm       | 16 000 t     | 4 turbinas a vapor; 32 nós (59 km/h) | —         | —          | —               | Cancelados em 1940 |
| Brennus        | 9 × 203 mm       | 16 000 t     | 4 turbinas a vapor; 32 nós (59 km/h) | —         | —          | —               | Cancelados em 1940 |
| Charles Martel | 9 × 203 mm       | 16 000 t     | 4 turbinas a vapor; 32 nós (59 km/h) | —         | —          | —               | Cancelados em 1940 |
| Vercingetorix  | 9 × 203 mm       | 16 000 t     | 4 turbinas a vapor; 32 nós (59 km/h) | —         | —          | —               | Cancelados em 1940 |

### Citações
1. ↑   Jordan & Moulin 2013, p. 41
2. ↑   Jordan & Moulin 2013, pp. 44–45
3. ↑   Whitley 1995, pp. 30–31
4. ↑   Jordan & Moulin 2013, p. 221
5. 1 2 3   Jordan & Moulin 2013, p. 44
6. ↑   Jordan & Moulin 2013, pp. 44, 221
7. ↑   Jordan & Moulin 2013, pp. 54–55
8. ↑   Jordan & Moulin 2013, pp. 69, 77
9. ↑   Whitley 1995, pp. 32–34
10. ↑   Jordan & Moulin 2013, pp. 221–222
11. 1 2 3   Jordan & Moulin 2013, pp. 59, 72
12. ↑   Jordan & Moulin 2013, pp. 59, 72, 191–192, 194, 221–222
13. ↑   Whitley 1995, pp. 33–34
14. ↑   Jordan & Moulin 2013, pp. 107, 109
15. ↑   Whitley 1995, p. 39
16. ↑   Jordan & Moulin 2013, p. 194
17. 1 2 3   Jordan & Moulin 2013, p. 110
18. ↑   Jordan & Moulin 2013, pp. 110, 194
19. ↑   Jordan & Moulin 2013, p. 159
20. ↑   Jordan & Moulin 2013, p. 160
21. ↑   Jordan & Moulin 2013, pp. 162–163
22. 1 2 3   Jordan & Moulin 2013, p. 162
23. ↑   Jordan & Moulin 2013, p. 163